# Liste der Monuments historiques in Lemainville
Die Liste der Monuments historiques in Lemainville führt die Monuments historiques in der französischen Gemeinde Lemainville auf.

## Liste der Objekte
| Bezeichnung               | Beschreibung                                                               | Standort                                   | Kennzeichnung | Schutzstatus | Datum | Bild |
| ------------------------- | -------------------------------------------------------------------------- | ------------------------------------------ | ------------- | ------------ | ----- | ---- |
| Skulptur Madonna mit Kind | Holz, farbig gefasst, erste Hälfte des 17. Jahrhunderts                    | in der Kapelle Notre-Dame-des-Anges (Lage) | PM54001615    | Inscrit      | 1977  |      |
| Pietà                     | Kalkstein, um 1500                                                         | in der Kirche St-Georges (Lage)            | PM54000357    | Classé       | 1974  |      |
| Gemälde Heiliger Georg    | Ölfarbe auf Leinwand, vergoldeter Holzrahmen, vor 1637 von Rémond Constant | in der Kirche St-Georges (Lage)            | PM54001614    | Inscrit      | 1979  |      |